# Uakari amazoński
Uakari amazoński (Cacajao hosomi) – gatunek ssaka naczelnego z podrodziny saki (Pitheciinae) w obrębie rodziny sakowatych (Pitheciidae).

## Taksonomia
Gatunek po raz pierwszy naukowo opisał w 2008 roku międzynarodowy zespół zoologów (Brytyjczyk Jean P. Boubli, Brazylijczycy Maria Nazareth Ferreira da Silva, Manuella V. Amado, Francisco Boavista Pontual, Izeni P. Farias i Czech Tomáš Hrbek) nadając mu nazwę Cacajao hosomi. Miejsce typowe to góry Imeri, w Serra do Xamatá (0°30′S 65°16′W/-0,491667 -65,271667), w stanie Amazonas, w Brazylii. Holotyp to skóra, czaszka, częściowy szkielet pozaczaszkowy i tkanka wątroby zakonserwowana w etanolu dorosłej samicy (MN 68613) ze zbiorów Muzeum Narodowego Brazylii w Rio de Janeiro; okaz typowy odkryto podążając za Janomamami podczas ich polowań w okolicy rzeki Aracá, zebrany 30 listopada 2003 roku przez Boubliego.
Autorzy Illustrated Checklist of the Mammals of the World uznają ten takson za gatunek monotypowy.

### Etymologia
- Cacajao: port. cacajão „uakari”, od tupi cacajao lokalnej nazwa uakari czarnogłowego w niektórych częściach Brazylii i Wenezueli[6].
- hosomi: nazwa hosomï oznaczająca w języku ludu Janomami uakari[1].

## Zasięg występowania
Uakari amazoński występuje w północno-zachodniej w Amazonii w południowej Wenezueli i północno-zachodniej Brazylii, między górnym biegiem rzeki Orinoco a górnym biegiem rzeki Negro.

## Morfologia
Długość ciała (bez ogona) 42–49 cm, długość ogona 14–22 cm; masa ciała samic 3,1–4,5 kg.

## Status zagrożenia
W Czerwonej księdze gatunków zagrożonych Międzynarodowej Unii Ochrony Przyrody i Jej Zasobów został zaliczony do kategorii VU (ang. vulnerable ‘narażony’).